# Бедные гелием звёзды
Бедные гелием звёзды (англ. Helium-weak star) — химически пекулярные звезды, которые имеют слабые гелиевые линии для своего спектрального класса. Их гелиевые линии свидетельствуют об их в более позднем (т.е. более холодном) спектральном классе, чем их водородные линии.
Звезда, 3 Скорпиона, является примером бедной гелием звезды B-типа. Водородные линии этой звезды явно помещают её в промежуточный тип по спектральному классу между B3 V и B5 V, тогда как слабость гелиевых линий предполагает спектральный тип B8. K-линия Ca II очень слабая и по силе похожа на K-линию у звёзд B8. Цвет этой звезды соответствует типу водородной линии В4, но не соответствует типу линии гелия. Кроме того, звезда показывает относительно сильную линию C II на длине волны 4267 Å (по сравняю с той же линией в стандарте B3 V), ещё раз подтверждая более поздний тип. Следовательно, спектральный тип обозначается как: kB8 hB4 HeB8 V C II, и, таким образом, можно прийти к выводу, что звезда демонстрирует заметный дефицит гелия.
Богатые гелием и бедные гелием звезды спектрального класса В не являются взаимоисключающими. Ряд этих звёзд являются спектральными переменными. Звезда, a Центавра, изменяется по шкале времени в несколько дней между состояниями бедной гелием и богатой гелием звезды.

## Список бедных гелием звёзд
Ниже приведён неполный список бедных гелием звёзд.
- HD 34797
- HD 35456
- HR 939
- HR 1100
- HR 1121
- HR 1441
- HR 2509
- HR 3448
- HR 4801
- HR 8137
- Тета Южной Гидры
- Лямбда Весов Aa